# Glomus caroticum
Das Glomus caroticum (von lateinisch glomus „Knäuel“ und griechisch kara „Kopf“) ist ein kleines, knötchenförmiges Paraganglion, beim Menschen etwa 3 mm im Durchmesser, an der Aufzweigung (Bifurcatio) der Arteria carotis communis (Halsschlagader) in die Arteria carotis interna und Arteria carotis externa im Halsbereich. Es besteht aus so genannten Hüllzellen und Hauptzellen, ferner Blutgefäßen und afferenten (in Richtung Gehirn ziehenden) Nervenfasern. Die Hauptzellen funktionieren als Chemorezeptoren, die den Sauerstoff- und Kohlendioxid-Partialdruck sowie den pH-Wert des Blutes messen. Sinkt der Sauerstoff-Partialdruck, steigt der Kohlendioxid-Partialdruck oder sinkt der pH-Wert, dann setzen die Hauptzellen Botenstoffe frei, von denen der wichtigste Adenosintriphosphat (ATP) ist. ATP aktiviert ionotrope Rezeptoren, und zwar P2X-Rezeptoren, an den afferenten Nervenfasern, und über den Ramus sinus carotici des Nervus glossopharyngeus wird die Information zum Kreislauf- und Atemzentrum in der Medulla oblongata geleitet. Atemfrequenz und -tiefe werden reflektorisch erhöht.
Glomera mit ähnlicher Funktion gibt es auch in der Wand der Aorta, nämlich die Glomera aortica, und an weiteren Stellen im Körper.
Die Funktion als Chemorezeptor-Organ wurde um 1930 von Jean-François Heymans und seinem Sohn Corneille Heymans entdeckt. Der Sohn erhielt 1938 „für die Entdeckung der Rolle des Sinus- und Aortenmechanismus bei der Atemregulierung“  den Nobelpreis für Physiologie oder Medizin.
Bei längerem Sauerstoffmangel, etwa bei Lungenemphysem, vergrößert sich das Glomus caroticum. Gelegentlich treten Tumoren (Paragangliome) auf, in Bezug auf das Glomus caroticum auch Glomustumore genannt.